# Cortinarius thaumastus
Cortinarius thaumastus är en svampart som beskrevs av Soop 2005. Cortinarius thaumastus ingår i släktet Cortinarius och familjen spindlingar.   Inga underarter finns listade i Catalogue of Life.